# 王宗震
王宗震（16世紀—17世紀），福建泉州府晉江縣人，明朝政治人物。

## 生平
王宗震是萬曆四十六年（1618年）戊午科舉人，授崇仁知縣，當時有流寇七千多人入侵樂安，距離崇仁只有百餘里，他修葺城垣、加高垛口作為守禦，到五月賊人入侵崇仁縣界，乘著下雨直逼城外，他親自登城固守，火炮弓箭大石齊下，令賊人大多受傷或擊斃才解圍；不久援兵來臨，四面擊殺、流寇逃遁，巡按倪元珙為他報上功績，但未上奏他卻已在計典罷官，功績具奏後才晉階奉直大夫。

## 引用
1. 1 2  道光《晉江縣志·卷四十四·人物志·宦績之五》：王宗震，萬厯戊午舉人，授崇仁令。流寇七千餘犯樂安，距崇百餘里。宗震修葺城垣，增高雉堞，為守禦計。比五月，賊侵崇界，乘雨直薄城外。宗震登城固守，火炮矢石齊下，賊多傷斃，圍始解。嗣援兵至，四面擊殺、賊乃遁。巡按倪元珙敘功未上，而宗震以不避鼠器，計典、罷職。具揭陳奏，晉階奉直大夫。